# Årets håndboldtræner i Tyskland
Årets håndboldspiller i Tyskland (tysk: Handball-Trainer des Jahres) er blevet udpeget af magasinet handball-magazin læsere siden 1984. Prisen blev ikke uddelt i 1994 og 1995.
| År   | Træner                 | Klub                   |
| 1984 | Simon Schobel          | DHB-Männer             |
| 1985 | Horst Bredemeier       | TuRu Düsseldorf        |
| 1986 | Jóhann Ingi Gunnarsson | TUSEM Essen            |
| 1987 | Petre Ivănescu         | DHB-Männer             |
| 1988 | Petre Ivănescu         | DHB-Männer             |
| 1989 | Horst Bredemeier       | DHB-Männer             |
| 1990 | Horst Bredemeier       | DHB-Männer             |
| 1991 | Horst Bredemeier       | DHB-Männer             |
| 1992 | Velimir Kljaić         | Wallau / Großwallstadt |
| 1993 | Arno Ehret             | DHB-Männer             |
| 1994 | Ingen valgt            |                        |
| 1995 | Ingen valgt            |                        |
| 1996 | Zvonimir Serdarušić    | THW Kiel               |
| 1997 | Juri Schewzow          | TBV Lemgo              |
| 1998 | Heiner Brand           | DHB-Männer             |
| 1999 | Zvonimir Serdarušić    | THW Kiel               |
| 2000 | Martin Schwalb         | SG Wallau-Massenheim   |
| 2001 | Alfreð Gíslason        | SC Magdeburg           |
| 2002 | Heiner Brand           | DHB-Männer             |
| 2003 | Heiner Brand           | DHB-Männer             |
| 2004 | Heiner Brand           | DHB-Männer             |
| 2005 | Zvonimir Serdarušić    | THW Kiel               |
| 2006 | Heiner Brand           | DHB-Männer             |
| 2007 | Heiner Brand           | DHB-Männer             |
| 2008 | Heiner Brand           | DHB-Männer             |
| 2009 | Alfreð Gíslason        | THW Kiel               |
| 2010 | Martin Schwalb         | HSV Hamburg            |
| 2011 | Alfreð Gíslason        | THW Kiel               |
| 2012 | Alfreð Gíslason        | THW Kiel               |
| 2013 | Alfreð Gíslason        | THW Kiel               |

- Alfreð Gíslason
 (2001, 2009, 2011)
- Heiner Brand
 (1998, 2002, 2003, 2004, 2006, 2007, 2008)
- Zvonimir Serdarušić
 (1996, 1999, 2005)
- Martin Schwalb
 (2000, 2010)
- Juri Schewzow
 (1997)
- Petre Ivănescu
(1987, 1988)